# 2014 à Nauru
Cet article présente les faits marquants de l'année 2014 à Nauru.

## Évènements
- janvier : Le gouvernement du Président Baron Waqa expulse subitement et sans explication le seul magistrat présent dans le pays, Peter Law (de nationalité australienne). Lorsque le juge en chef de Nauru, Geoffrey Eames (également de nationalité australienne) ordonne que Law soit autorisé à rester dans le pays, il se voit à son tour interdit de séjour. Eames dénonce une interférence politique dans le cours de la justice, puisque Law avait été sur le point de juger des demandeurs d'asile, détenus à Nauru pour le compte de l'Australie et accusés d'émeute et de dégradation de leur centre de détention. L'opposition nauruane accuse le gouvernement Waqa de vouloir empêcher le fonctionnement de la justice après avoir muselé les médias locaux et empêché la venue de journalistes étrangers[1]. Simultanément, la compagne australienne du député d'opposition Roland Kun voit son permis de séjour subitement révoqué par les autorités[2]. Quelques jours plus tard, la majorité parlementaire introduit une législation rétroactive permettant au gouvernement de déporter immédiatement et sans appel tout étranger présent dans le pays ; cette loi est alors appliquée à l'Australien Rod Henshaw, conseiller du gouvernement précédent, accusé lui aussi d'être trop proche de l'opposition. Le gouvernement a dès lors « le pouvoir absolu de déporter n'importe qui sans indiquer de raison et sans recours aux tribunaux »[3],[4].

- 12 mars : Le juge en chef Geoffrey Eames démissionne, accusant le gouvernement du président Baron Waqa d'avoir violé la séparation des pouvoirs et l'indépendance de la justice[5].

- 13 mai : Sur proposition du ministre de la Justice David Adeang, le Parlement vote la suspension de trois députés d'opposition (Kieren Keke, Roland Kun et Mathew Batsiua), au motif qu'ils ont critiqué le gouvernement auprès des médias étrangers, et auraient ainsi nui à la réputation internationale du pays. Kieren Keke répond en accusant la majorité parlementaire de vouloir faire taire toute critique, et de dérive vers une dictature[6]. Début juin, deux autres députés d'opposition (Squire Jeremiah et Sprent Dabwido) sont exclus à leur tour pour la même raison. Fin juin, alors que ces cinq députés restent suspendus, le président du Parlement, Ludwig Scotty, affirme que leurs critiques contre le gouvernement s'apparentent à de la « haute trahison ». Le président de la Cour suprême ayant été expulsé du pays par le gouvernement, ces députés n'ont pas de recours pour contester leur exclusion[7].

- 21 mai : Treize détenus dans le camp pour demandeurs d'asile à Nauru (neuf Iraniens et quatre Pakistanais), transférés là après avoir tenté de rejoindre l'Australie, sont reconnus par les autorités nauruanes comme étant des réfugiés, et libérés du camp. Ils disposent d'un visa de cinq ans pour rester à Nauru, et de diverses aides pour faciliter leur intégration dans la société nauruane, mais ne sont pas autorisés à visiter l'Australie. Sept autres détenus voient leur demande d'asile refusée, et restent en détention[8].

- 2 août : Ayant expulsé les seuls juges du pays en janvier, le gouvernement nomme trois juges pour les remplacer : deux Fidjiens et un Australien. Parmi eux, Joni Madraiwiwi, ancien vice-président de la république des Fidji, est nommé président de la Cour suprême de Nauru[9].

- Pour l'année 2014, Freedom House note un net déclin des libertés à Nauru sous la présidence de Baron Waqa. L'organisation classe Nauru parmi les dix pays au monde ayant le plus régressé en matière de liberté[10]. En matière de liberté de la presse, Freedom House rétrograde le pays du statut de « libre » à celui de « partiellement libre », dénonçant « les efforts du gouvernement pour restreindre la couverture des événements politiques », ainsi que l'impossibilité pour les journalistes étrangers d'enquêter sur le centre de détention australien sur l'île, ou de parler aux détenus[11].